# Стојанка Ђорђић Николић
Стојанка Ђорђић Николић (Панчево, 10. фебруар 1956 — Београд, 25. март 2023) била је српска сликарка и педагог.

## Биографија
Стојанка Ђорђић Николић је дипломирала сликарство на Факултету ликовних уметности у Београду, а постдипломске студије завршила на истом факултету 1982.
Студијски је боравила у Француској 1984. године, а од 1981. до 1995. радила и стварала као слободни уметник. Од 1995. до 2006. године радила је као професор на три Универзитета уметности. Од 2006. радила је као слободни уметник.
Приредила је 30 самосталних изложби, и излагала је на више од пет стотина групних изложби у земљи и иностранству. Учествовала у раду бројних сликарских колонија.
Добила је низ значајних награда и признања а својим делима је заступљена у музејима, галеријама и колекцијама у земљи и иностранству. УЛУС чува њене радове у колекцији Фонда младих, чији стипендиста је била 1984-85 године.